# Битва на Дюні
Би́тва на Дю́ні (нім. Schlacht an der Düna, швед. Slaget vid Düna) — битва, що відбулася 19 липня 1701 року на річці Дюна (сучасна Західна Двіна) у шведській Лівонії, поблизу Риги, між армією Швеції та силами союзу Саксонії, Московії та Курляндії. Одна з важливих битв першого періоду Великої Північної війни. Сили союзників під командуванням генерал-фельдмаршала Адам-Генріх фон Штайнау нараховували 29 тисяч вояків; шведські війська на чолі з королем Карлом XII мали лише 14 тисяч. Битва почалася з ранкової атаки 7 тисяч шведів, які під прикриттям димової завіси переправилися через Дюну і зненацька вдарили по противнику. Саксонці й москвини відступили у зам'яті, але, оговтавшись, 4 рази контратакували ворога, силуючись скинути його у річку. За підтримки артилерії, яку Карл ХІІ розташував по Дюні на плавучих поромах, шведська армія дві години успішно відбивала усі наступи і змусила противника кинути поле бою. У ході битви шведи втратили 600 чоловік убитими і пораненими. Саксонсько-московсько-курляндські сили втратили усю артилерію, декілька прапорів, 1300 убитими і пораненими, а також 700 вояків, що здалися до шведського полону. Завдяки перемозі шведи року захистили Ригу і протягом наступних місяців захопили Курляндію-Семигалію.

## Назва
- Би́тва на Дю́ні (нім. Schlacht an der Düna, швед. Slaget vid Düna) — за тогочасною німецькою назвою річки.
- Би́тва на Дауга́ві (латис. Daugavas kauja) — латиська назва за сучасною латиською назвою річки.
- Би́тва на Двіні́ (рос. Битва на Двине) — за російською назвою річки.
- Би́тва при Спі́лве (латис. Spilves kauja) — за назвою села Спілве, де розташовувалася переправа через Дюну[4].
- Би́тва під Ригою

### Монографії
- Arbusov, L. Grundriss der Geschichte Liv-, Est- und Kurlands. Riga: Jonck und Poliewsky, 1918.
- Ericson, L. Svenska Slagfält. Wahlström & Widstrand 2003.
- Fryxell, A. Berättelser ur svenska historien. 1861. Volym 21–22.
- Larsson, O. Stormaktens sista krig. Lund: Historiska Media, 2009, S. 108–111.
- Svensson, A. Karl XII som fältherre. Stockholm: Svenskt Militärhistoriskt Bibliotek, 2001.
- Sundberg, Ulf. Sveriges krig 1630-1814. Svenskt Militärhistoriskt Bibliotek, 2010.
- Ullgren, P. Det stora nordiska kriget 1700-1721. Stockholm: Prisma, 2008.
- Григорьев, Б.Н. Карл XII, или пять пуль для короля. Москва: Молодая гвардия, 2006.